# Undine (Lortzing)
Undine ist eine romantische Zauberoper in vier Akten (sechs Bildern) von Albert Lortzing. Wie bei vielen seiner Bühnenwerke war er auch hier sein eigener Librettist.
Uraufführung war am 21. April 1845 in Magdeburg am Stadttheater. Als Vorlage diente ihm die Erzählung Undine von Friedrich de la Motte Fouqué, die dieser selbst fast dreißig Jahre zuvor zu einem Libretto für E. T. A. Hoffmanns Oper Undine geformt hatte.

## Orchesterbesetzung
Zwei Flöten, zwei Oboen, zwei Klarinetten, zwei Fagotte, vier Hörner, zwei Trompeten, drei Posaunen, Tuba, Pauken, Schlagzeug, Streicher

## Handlung

### Erster Akt
Erstes Bild: In einer Fischerhütte am See
Ritter Hugo von Ringstetten und sein Knappe Veit haben vor ein paar Monaten in der Fischerhütte von Tobias und Marthe Zuflucht gefunden, als sie vor einem Unwetter fliehen mussten. In der Fischerhütte lebt auch Undine, die schöne Ziehtochter der Fischersleute. Sie und der Ritter haben sich ineinander verliebt und heute soll die Hochzeit stattfinden. Alle außer dem Knappen Veit brechen zur Kapelle auf.
Veit hat am Seeufer ein Fässchen Wein gefunden. Dankbar verkostet er den Rebensaft. Plötzlich betritt ein stolzer Mann, den er noch nie gesehen hat, den Raum. Er nennt sich Kühleborn und überschüttet Veit mit Fragen nach seinem Herrn. Weil der Wein Veits Zunge gelockert hat, erzählt er Dinge, die er sonst nie sagen würde: Undine sei für Hugo von Ringstetten, wie so viele Frauen vor ihr, nur ein Abenteuer. Kühleborn kocht vor Wut. Er entschließt sich, in Undines Nähe zu bleiben, um sie, seine Tochter, bei Gefahr beschützen zu können.
Das frischgebackene Ehepaar kehrt mit Marthe und Tobias, begleitet von ein paar Dorfbewohnern, zur Fischerhütte zurück. Kurz darauf scheint auch Pater Heilmann, der Hugo und Undine soeben getraut hatte, zu folgen. Nur Undine bemerkt, dass es ihr Vater Kühleborn ist, der in die Rolle des Paters geschlüpft ist. Nachdem sich Undine von ihren Pflegeeltern und den Dorfbewohnern verabschiedet hat, macht sie sich mit Hugo, Veit und dem „Pater“ auf den Weg.

### Zweiter Akt
Zweites Bild: Halle im Schloss von Herzog Heinrich
Veit erzählt seinem Freund, dem Kellermeister Hans, was er inzwischen erlebt hat. Dabei kommt er auf die Hochzeit seines Herren mit Undine zu sprechen. Er äußert die Vermutung, Undine sei in Wirklichkeit kein Mensch, sondern eine Nixe.
Hugo und Undine kommen hinzu. Der Ritter bittet seine Frau, ihm endlich ihre wahre Herkunft zu verraten, die sie bei der Hochzeit nur sehr vage angedeutet hat. Undine erhört die Bitte und erzählt ihm alles. Eigentlich, so schließt ihr Bericht, sei der einzige Unterschied zwischen Menschen und Wassergeistern nur der, dass Letztere keine Seele hätten. Wenn aber ein Mensch eine Nixe aufrichtig liebe, könne auch sie beseelt werden. Beide sinken einander in die Arme.
Die stolze Bertalda betritt die Halle. Zu ihrem Gefolge gehört auch Kühleborn. Diesmal hat er sich als Diplomat des Königreichs Neapel verkleidet. Jetzt erst erfährt Bertalda, dass Hugo, der ihr einst selbst die Ehe versprochen hatte, inzwischen verheiratet ist.
Undine bleibt natürlich nicht verborgen, dass der neapolitanische Gesandte ihr Vater Kühleborn ist. Als Bertalda über Undines niedrige Herkunft zu spotten beginnt, kann sich dieser nicht mehr zurückhalten. Er dreht den Spieß um und verkündet, Bertalda sei in Wahrheit die Tochter der Fischersleute Marthe und Tobias. Herzog Heinrich habe sie vor fünfzehn Jahren an den Gestaden des Sees gefunden und auf sein Schloss mitgenommen. Sodann gibt sich Kühleborn als Wasserfürst zu erkennen. Wütend verlässt er den Saal, eilt in den Garten und entschwindet im Brunnen. Unterdessen versucht Undine, die verzweifelte Bertalda zu trösten.

### Dritter Akt
Drittes Bild: Romantische Landschaft nahe der Burg Ringstetten
Nach der Jagd, die Hugo in seinem Wald veranstaltete, feiert die Jagdgesellschaft auf einer Lichtung nahe dem See. Bertalda gelingt es, in Hugo ein Feuer zu entfachen, dass er sie erneut begehrenswert findet. Als Undine hinzustößt, muss sie erfahren, dass ihr Geliebter nichts mehr von ihr wissen will. Selbst Undines Warnung vor der Rache der Wassergeister stößt auf taube Ohren. Hugo enteilt mit Bertalda.
Kühleborn kommt mit seinen Wassergeistern und führt Undine zurück in sein nasses Reich.

### Vierter Akt
Viertes Bild: Hof der Burg Ringstetten
Hugo und Bertalda feiern ihr Hochzeitsfest. Dabei fließt viel Wein. Veit und der Kellermeister können nicht genug davon bekommen. Übermütig entfernen die beiden den großen Stein, der aus Furcht vor der Rache der Wassergeister auf die Öffnung des Brunnens gelegt worden war. Kaum sind sie wieder zur Hochzeitsgesellschaft in den Festsaal zurückgekehrt, entsteigt Undine dem Brunnen.
Fünftes Bild: Wieder im Festsaal
Das fröhliche Treiben wird jäh unterbrochen, als um Mitternacht alle Lichter im Schloss ausgehen. Einem Menetekel gleich erscheint Undines blasse Gestalt. Hugo sieht sein Ende nahen. Aber Undines große Liebe zu ihm ist noch nicht erloschen. Auch in Hugos Herz glimmt noch ein Funken Liebe zu Undine, und kaum hat er sie erblickt, wird aus dem Funken wieder ein Feuer. Er ist sich jetzt sicher, dass er nur an Undines Seite seinen inneren Frieden wiederfinden kann. Sie sinken einander in die Arme. Hugos Burg stürzt in sich zusammen.
Sechstes Bild: In Kühleborns Wasserreich
Kühleborn verkündet das Urteil über Hugo: Er muss auf ewig bei Undine im Reich der Wassergeister bleiben.

## Musik
Lortzing, der vor allem für seine volkstümlichen Buffo-Opern bekannt ist, wandte sich mit Undine ernsteren Themen zu; einige Kritiker werfen dem Werk vor, dass er sich mit der tragischen Dramatik schwertat und es seinen Figuren daher oftmals an charakterlicher Tiefe mangelt. Dennoch gibt es auch in der Undine Melodien, die populär wurden. Zu diesen gehören:
Im ersten Akt:
- Quintett (Undine, Tobias, Marthe, Pater, Hugo): „Ach, welche Freude, welche Wonne!“
- Hugos Romanze: „Ich ritt zum großen Waffenspiele“
- Veits Trinklied mit Chor im Finale: „Es ist der Wein“
- Undines Abschied von ihren Pflegeeltern, ebenfalls aus dem Finale: „Ich scheide nun aus eurer Mitte“

Im zweiten Akt:
- Rezitativ und Arie der Undine, in der sie Hugo von Ringstetten ihre Herkunft verrät:

So wisse, dass in allen Elementen

Es Wesen gibt, die aussehn fast wie ihr.

In Feuers Flammen spielen Salamander,

Die Gnomen hausen in der Erde Tiefen,

In Äthers Blau und in den Strömen lebet

Der Geister vielverbreitetes Geschlecht.
- Kühleborns Erzählung im Finale: „Es wohnt am Seegestade ein armes Fischerpaar“.

Im dritten Akt:
- Veits Lied: „Vater, Mutter, Schwestern, Brüder hab ich auf der Welt nicht mehr“
- Duett Bertalda/Hugo: „Ich lasse dich nicht!“
- das Finale, in dem Kühleborn mit den Wassergeistern Undine zurückholt: „Nun ist’s vollbracht! Du kehrst zur Heimat wieder.“

Im vierten Akt:
- Lied des Kellermeisters: „Im Wein ist Wahrheit nur allein!“
- Großes Finale

## Verfilmungen und aufgezeichnete Inszenierungen
- 1969 – Opernverfilmung (TV-Fassung, 120 Minuten) 
 Hein Heckroth, Herbert Junkers (Regie) 
 mit Hans Zanotelli (Dirigent), Rundfunkchor und Münchner Rundfunkorchester, Lucia Popp (Undine.), Ruth-Margret Pütz (Bertalda), Horst Hoffmann (Hugo), Harald Axtner (Veit), Hermann Prey (Kühleborn), Joe Ames (Heilmann), Peter Albrecht (Tobias), Hetty Plümacher (Marthe), Fritz Ollendorf (Hans), Helmut Werner (Hofnarr), Hermann Prey (Erzähler) 
 TV-Verfilmung (ZDF, 23. November 1969)[1]
- 2015 – Romantische Zauberoper in einer Bearbeitung für Kinder von Tristan Schulze – Aufzeichnung der Premiere vom 18. April 2015 (58 Minuten) 
 Alexander Medem (Regie) 
 mit Johannes Wildner (Dirigent), Bühnenorchester der Wiener Staatsoper, Kinder der Opernschule und der Ballettakademie der Wiener Staatsoper, Annika Gerhards, Lydia Rathkolb, Carlos Osuna, James Kryshak, Il Hong, Tae Joong Yang, Bernhard Sengstschmid, Sandra Szelekovski 
 ORF (1 DVD, Belvedere Edition BVE08003)

## Tonaufnahmen

### Gesamtaufnahmen und Querschnittproduktionen
- 1951 – Gesamtaufnahme mit Dialogen – Carl-Alexander Häfner (Dirigent), Chor und Orchester des Hessischen Rundfunks Frankfurt 
 mit Trude Eipperle (Undine), Christa Ludwig (Bertalda), Karl Friedrich (Hugo), Willy Hofmann (Veit), Ferdinand Frantz (Kühleborn), Aage Poulsen (Heilmann), Frithjof Sentpaul (Tobias), Else Tegethoff (Marthe), Sanders Schier (Hans) 
 Cantus Classics / Relief (2 CD), Mono (Überspielung einer Radioproduktion)
- 1953 – Gesamtaufnahme ohne Dialoge – Robert Heger (Dirigent), Chor und Orchestra Sinfonica della RAI di Milano 
 mit Valérie Bak (Undine), Marianne Schech (Bertalda), Josef Traxel (Hugo), Karl Krollmann (Veit), Gottfried Fehr (Kühleborn), Rudolf Wünzer (Heilmann), Heinrich Sailer (Tobias), Ina Gerheim (Marthe), Richard Kogel (Hans) 
 Cantus Classics (2 CD), Mono (Überspielung einer Radioproduktion)
- 1954 – Auszüge (Querschnitt) – Victor Reinshagen (Dirigent), Chor der Bayerischen Staatsoper München, Bamberger Symphoniker 
 mit Anny Schlemm (Undine), Walther Ludwig (Veit), Hans Braun (Kühleborn), Toni Blankenheim (Hans) 
 Deutsche Grammophon (1 LP), Mono
- 1963 – Auszüge (Querschnitt) – Wilhelm Schüchter (Dirigent), Chor und Orchester der Deutschen Oper Berlin 
 mit Lisa Otto (Undine), Ursula Schirrmacher (Bertalda), Rudolf Schock (Hugo), Ferry Gruber (Veit), Gottlob Frick (Kühleborn), Benno Kusche (Hans) 
 Eurodisc (1 CD), Stereo
- 1966 – Gesamtaufnahme mit Dialogen – Robert Heger (Dirigent), RIAS-Kammerchor, Radio-Symphonie-Orchester Berlin 
 mit Anneliese Rothenberger (Undine), Ruth-Margret Pütz (Bertalda), Nicolai Gedda (Hugo), Peter Schreier (Veit), Hermann Prey (Kühleborn), Gottlob Frick (Heilmann), Hans-Günther Grimm (Tobias), Sieglinde Wagner (Marthe), Gottlob Frick (Hans) 
 EMI Electrola (2 CD), Stereo EMI Electrola (3 CD), Stereo (+ Proben, Arien, Interviews zur Gesamtaufnahme)
- 1990 – Gesamtaufnahme mit Dialogen – Kurt Eichhorn (Dirigent), Kölner Rundfunkchor, Kölner Rundfunkorchester 
 mit Monika Krause (Undine), Christiane Hampe (Bertalda), Josef Protschka (Hugo), Heinz Kruse (Veit), John Janssen (Kühleborn), Günter Wewel (Heilmann), Klaus Häger (Tobias), Ingeborg Most (Marthe), Andreas Schmidt (Hans), Dirk Schortemeier (Sprecher) 
 Capriccio (2 CD), Stereo (Co-Produktion mit dem WDR)

### Einzelaufnahmen (Auswahl)
- 1920 – Nr. 8 Rezitativ und Arie: „So wisse, dass in allen Elementen“ (Undine) 
 Lotte Lehmann (Sopran), Orchesterbegleitung, Bruno Seidler-Winkler 
 Grammophon (1 Schellackschallplatte), Mono / Marston Records (1 CD), Mono
- 1927 – Nr. 15 Arie 
 und Chor „Nun ist’s vollbracht! Du kehrst zur Heimat wieder“ (Kühleborn, Chor) [gekürzt] 
 Heinrich Schlusnus (Bariton), Staatsopernchor, Staatskapelle Berlin, Alois Melichar (Dirigent) 
 Polydor (1 Schellackschallplatte) / Deutsche Grammophon (1 CD), Mono
- 1928 – Nr. 14 Lied: „Vater, Mutter, Schwestern, Brüder“ (Veit) 
 Richard Tauber (Tenor), Orchester des Schauspielhaus Berlin, Ernst Hauke (Dirigent) 
 Odeon (1 Schellackschallplatte) / Nimbus Records (1 CD), Mono
- 1928 – Ballettmusik (bearbeitet für Salonorchester von P. Schulz) 
 Marek Weber (Dirigent) und sein Orchester 
 Electrola (1 Schellackschallplatte), Mono
- 1929 – Nr. 17 Duett: „Ich war in meinen jungen Jahren“ (Veit, Hans) [gekürzt] 
 Albert Peters (Tenor), Ludwig Hofmann (Bass), Orchesterbegleitung, Julius Prüwer 
 Grammophon (1 Schellackschallplatte) / Preiser Records (1 CD), Mono
- 1931 – Nr. 14 Lied: „Vater, Mutter, Schwestern, Brüder“ (Veit) 
 Franz Völker (Tenor), Mitglieder der Kapelle der Staatsoper Berlin, Fritz Zweig (Dirigent) 
 Grammophon (1 Schellackschallplatte), Mono
- 1932 – Nr. 15 Duett und Chor „Nun ist’s vollbracht! Du kehrst zur Heimat wieder“ (Kühleborn, Undine, Chor) 
 Emmy Bettendorf (Sopran), Gerhard Hüsch (Bariton), Staatskapelle Berlin und Chor, Frieder Weissmann (Dirigent) 
 Parlophon (1 Schellackschallplatte) / Nimbus Records (1 CD), Mono
- 1933 – Ouvertüre  
 Hans Knappertsbusch mit grossem Odeon Symphonie-Orchester  
 Odeon (1 Schellackschallplatte)
- ca. 1939 – Nr. 7 Duett: „Was seh‘ ich! Ihr seid glücklich wieder da“ (Veit, Hans), Nr. 17 Duett: „Ich war in meinen jungen Jahren“ (Veit, Hans) 
 Ernst Kurz (Tenor), Wilhelm Strienz (Bass), Berliner Rundfunkorchester, Hanns Steinkopf (Dirigent) 
 Naxos of America (1 CD), Mono
- 1952 – Nr. 14 Lied: „Vater, Mutter, Schwestern, Brüder“ (Veit) 
 Peter Anders (Tenor), Kölner Rundfunk-Sinfonie-Orchester, Franz Marszalek (Dirigent) 
 Deutsche Grammophon (1 LP), Mono
- 1954 – Lied-Einlage: „An des Rheines grünen Ufern“ (Kühleborn) [komponiert von Ferdinand Gumbert (1818–1896)] 
 Josef Metternich (Bariton), Kölner Rundfunk-Sinfonie-Orchester, Hermann Hagestedt (Dirigent) 
 Gebhardt Recordings (3 CD), Mono
- 1955 – Nr. 15 Duett und Chor: „Nun ist’s vollbracht! Du kehrst zur Heimat wieder“ (Kühleborn, Undine, Chor) 
 Rita Streich (Sopran), Dietrich Fischer-Dieskau (Bariton), Chor und Berliner Philharmoniker, Wilhelm Schüchter (Dirigent) 
 EMI Electrola / Preiser Records (1 CD), Mono
- 1957 – Nr. 3 Duett: „Ich ritt zum großen Waffenspiele“ (Undine, Hugo) 
 Friederike Sailer (Sopran), Fritz Wunderlich (Tenor), Großes Unterhaltungsorchester des Südwestfunks, Emmerich Smola (Dirigent) 
 SWR Music (1 CD), Mono
- 1958 – Nr. 8 Rezitativ und Arie: „So wisse, dass in allen Elementen“ (Undine) 
 Anneliese Rothenberger (Sopran), Berliner Symphoniker, Wilhelm Schüchter (Dirigent) 
 EMI Electrola (1 LP) / Membran (1 CD), Mono
- 1964 – Nr. 14 Lied: „Vater, Mutter, Schwestern, Brüder“ (Veit) 
 Fritz Wunderlich (Tenor), Berliner Symphoniker, Artur Rother (Dirigent) 
 Eurodisc (1 CD), Stereo
- 1965 – Nr. 14 Lied: „Vater, Mutter, Schwestern, Brüder“ (Veit) 
 Rudolf Schock (Tenor), Berliner Symphoniker, Kurt Gaebel (Dirigent) 
 Ariola-Eurodisc (1 LP), Stereo
- 1969 – Nr. 8 Rezitativ und Arie: „So wisse, dass in allen Elementen“ (Undine) 
 Lucia Popp (Sopran), Münchner Rundfunkorchester, Hans Zanotelli (Dirigent) 
 BR-Klassik (1 CD), Stereo
- 1973 – Nr. 14 Lied: „Vater, Mutter, Schwestern, Brüder“ (Veit) 
 Harald Neukirch (Tenor), Berliner Rundfunk-Sinfonie-Orchester, Heinz Fricke (Dirigent) 
 Eterna (1 LP), Stereo
- 1974 – Nr. 8 Rezitativ und Arie: „So wisse, dass in allen Elementen“ (Undine) 
 Ingeborg Hallstein (Sopran), Wiener Hofburg-Orchester, Dietfried Bernet (Dirigent) 
 BASF Acanta (1 LP) Stereo
- 1974 – Nr. 7 Duett: „Was seh‘ ich! Ihr seid glücklich wieder da“ (Veit, Hans), Nr. 17 Duett: „Ich war in meinen jungen Jahren“ (Veit, Hans) 
 Peter Schreier (Tenor), Theo Adam (Bass), Staatskapelle Dresden, Otmar Suitner (Dirigent) 
 Eterna (1 LP), Berlin Classics (1 CD), Stereo
- 1981 – Nr. 16 Arie: „Hinweg, hinweg! Dein dräuend Angesicht“ (Hugo) 
 Eberhard Büchner (Tenor), Staatskapelle Berlin, Otmar Suitner (Dirigent) 
 Eterna (1 LP), Stereo
- 2017 – Ouvertüre Malmö Opera Orchestra, 
 Jun Märkl (Dirigent) 
 Naxos (1 CD), Stereo
- 2023 – Ballettmusik 
 Ernst Theis (Dirigent), WDR Funkhausorchester 
 CPO Classic Production Osnabrück (1 CD), Stereo, (Co-Produktion mit WDR)